# Runcton Holme
Runcton Holme – wieś w Anglii, w hrabstwie Norfolk, w dystrykcie King’s Lynn and West Norfolk. Leży 62 km na zachód od Norwich i 133 km na północ od Londynu. Miejscowość liczy 676 mieszkańców.